# Scale
Scale ist ein privatrechtliches Börsensegment der Börse Frankfurt innerhalb des gesetzlich definierten Freiverkehrs. Nach dem gescheiterten Neuen Markt ist es ein erneuter Versuch, in Frankfurt ein Marktsegment für Wachstumswerte zu etablieren. Der Schwerpunkt von Scale soll auf der Wachstumsfinanzierung  kleiner und mittlerer Unternehmen liegen. Der Name „Scale“ ging aus einem öffentlichen Wettbewerb mit 550 Namensvorschlägen hervor. Alle im Scale notierten Wertpapiere sind auch im Segment Basic Board enthalten.
Die Wertentwicklung aller im Scale notierten Aktien wird durch den Index Scale All Share abgebildet. Wie die Indizes DAX, MDAX und TecDAX gibt es auch den Scale All Share als Kursindex (ISIN DE000A2BLGX8) und – um Dividendenausschüttungen bereinigt – als Performanceindex (ISIN DE000A2BLGY6). Die 30 liquidesten Aktien des Scale werden im Scale-30-Index abgebildet (Kursindex DE000A2J0PW5, Performance-Index DE000A2GYJT2).

## Geschichte
Das neue Börsensegment ersetzte zum 1. März 2017 den 2005 gegründeten Entry Standard. Es umfasste zunächst 38 der 143 zuvor im Entry Standard notierten Aktien sowie 9 Anleihen. Die übrigen wurden zunächst in das Auffangsegment Basic Board überführt, ebenfalls ein Teilsegment des Freiverkehrs. Sie können dort verbleiben oder auf Antrag des Emittenten in eines der anderen Segmente wechseln.
Am 13. März 2017 startete die Deutsche Börse den Scale-All-Share-Index. Er wurde rückwirkend zum 1. März berechnet, beginnend mit einem Punktestand von 1000. Am 7. Februar 2018 kam der Scale-30-Index hinzu.
Der erste Börsengang im Scale war die Neuemission des Chemieunternehmens IBU-tec advanced materials AG am 30. März 2017. Zum Jahresende 2017 umfasste der Index 48 Aktien.

## Einbeziehungsvoraussetzungen und Folgepflichten
Für die Notierung im Scale-Segment gelten höhere Zulassungs- und Folgepflichten als im Entry Standard. Dies soll verhindern, dass es erneut zu Skandalserien durch unseriöse Börsengänge wie im Neuen Markt und im Entry Standard kommt. Unter anderem müssen die Unternehmen nun seit mindestens zwei Jahren bestehen und mindestens drei der folgenden vier Kriterien erfüllen:
- mindestens 10 Mio. € Umsatz
- positiver Jahresüberschuss
- positives Eigenkapital
- mindestens 20 Mitarbeiter

Die Kosten für Aufnahme und Notierung im Scale sind um ein Vielfaches höher als im Entry Standard.

## Zusammensetzung
Das Scale-Segment setzte sich aus folgenden Unternehmen zusammen (Stand: 1. August 2025):
| Unternehmen                               | Kürzel | Branche                          | Logo |
| ----------------------------------------- | ------ | -------------------------------- | ---- |
| 2G Energy                                 | 2GB    | Kraftwerkstechnik                |      |
| Advanced Blockchain AG                    | ABX    | Software                         |      |
| Apontis Pharma AG                         | APPH   | Pharma                           |      |
| Artec Technologies AG                     | A6T    | Software                         |      |
| Blue Cap                                  | B7E    | Beteiligungen                    |      |
| Cantourage Group                          | HIGH   | Pharma                           |      |
| Cliq Digital                              | CLIQ   | Digital Streaming Entertainment  |      |
| Cyan AG                                   | CYR    | Software                         |      |
| Daldrup & Söhne                           | 4DS    | Bohrdienstleister                |      |
| Datron AG                                 | DAR    | Werkzeugmaschinen                |      |
| Delignit AG                               | DLX    | Holzindustrie                    |      |
| Deutsche Rohstoff AG                      | DR0    | Bergbau                          |      |
| Ernst Russ                                | HXCK   | Finanzen                         |      |
| EV Digital Invest AG                      | ENGL   | Immobilien                       |      |
| Exasol AG                                 | EXL    | Software                         |      |
| Geratherm                                 | GME    | Medizintechnik                   |      |
| IBU-tec advanced materials AG             | IBU    | Pulverwerkstoffe                 |      |
| Innoscripta SE                            | 1INN   | Software                         |      |
| JDC Group                                 | JDC    | Finanzvertrieb                   |      |
| Laiqon (vormals Lloyd Fonds)              | LQAG   | Finanzen                         |      |
| Mensch und Maschine Software              | MUM    | Software                         |      |
| MPC Muenchmeyer Petersen Capital          | MPCK   | Beteiligungen                    |      |
| mVISE                                     | C1V    | Beratung, Software               |      |
| Mynaric                                   | M0Y    | Kommunikationsausrüster          |      |
| Nabaltec AG                               | NTG    | Chemie                           |      |
| Noratis                                   | NUVA   | Immobilien                       |      |
| Nürnberger Beteiligungs AG                | NBG6   | Versicherungen                   |      |
| Nynomic                                   | M7U    | Messtechnik                      |      |
| Ökoworld                                  | VVV3   | Fondsgesellschaft                |      |
| PAL Next AG                               | PAL    | Medien                           |      |
| Partec AG                                 | JY0    | Electronic Components & Hardware |      |
| Pfisterer Holding SE                      | PFSE   | Industrie                        |      |
| Pyramid AG                                | M3BK   | Finanzen                         |      |
| Pyrum Innovations AG                      | PYR    | Industrie                        |      |
| Rigsave S.p.A                             | H68    | Finanzen                         |      |
| Scherzer & Co                             | PZS    | Beteiligungen                    |      |
| Steyr Motors AG                           | 4X0    | Industrie                        |      |
| Swissnet AG                               | 81D    | Software                         |      |
| The Payments Group Holding GmbH & Co KGaA | PGH    | Finanzdienstleistung             |      |
| The Platform Group AG                     | FSNT   | Finanzdienstleistung             |      |
| Veganz Group AG                           | VEZ    | Lebensmittel                     |      |
| Verve Group SE                            | M8G    | Medien                           |      |